# 京都市立翔鸞小学校
京都市立翔鸞小学校（きょうとしりつ しょうらんしょうがっこう）は京都府京都市上京区御前通今出川上ル鳥居前町にある公立小学校。

## 概要
明治2年（1869年）に京都で開校した64の番組小学校の一つである。
校名である翔鸞の名称は、一説には平安京大極殿応天門回廊の翔鸞楼をとったものと言われる。

## 沿革
- 1869年（明治2年）9月1日 - 大文字町（元誓願寺通七本松東入）に、上京第三番組小学校として開校[5]
- 1877年（明治10年）ごろ - 校名を翔鸞に改称[1]
- 1886年（明治19年） - 翔鸞尋常小学校に改称
- 1908年（明治41年）11月 - 現校地に移転[1][2]
- （大正12年）4月 - 高等科を設置し、翔鸞尋常高等小学校に改称[1][2]
- 1941年（昭和16年） - 京都市翔鸞国民学校に改称
- 1947年（昭和22年） - 京都市立翔鸞小学校に改称[6]

## 通学区域
通学区域は、後述の翔鸞学区と一致する。

## 卒業後の進路
卒業後は基本的に京都市立衣笠中学校に進学する。

## 著名な卒業生
- 山城新伍 - 俳優、司会者、タレント（※小学3年生より疎開先の福井県小浜市の小学校から転入）
- 木川剛志 - 研究者、和歌山大学教授（※滋賀県大津市立富士見小学校へ転校）
- 竹内知咲 - 芸人。お笑いコンビ天才ピアニストのメンバー
- 駒井孝行 - 法政大学ラグビー部監督

## 翔鸞学区
翔鸞学区（しょうらんがっく）は、京都市の学区（元学区）のひとつ。京都市上京区に位置する。明治初期に成立した地域区分である「番組」に起源を持ち、学区名の由来ともなる翔鸞小学校の通学区域に一致し、今でも地域自治の単位となる地域区分である。
明治2年（1869年）の第二次町組改正により成立した上京第3番組に由来し、同年には、区域内に上京第3番組小学校（のち明治10年ごろに翔鸞に校名を改称）が創立した。明治5年（1872年）には上京第6区、明治12年（1879年）には区が組となり上京第6組となった。学区制度により明治25年（1892年）には上京第5学区となった。
昭和4年（1929年）に、学区名が小学校名により改称され、上京第5学区から翔鸞学区となった。昭和17年（1942年）に京都市における学区制度は廃止されるが、現在も地域の名称、地域自治の単位として用いられている。

### 人口・世帯数
京都市内では、おおむね元学区を単位として国勢統計区が設定されており、翔鸞学区の区域に設定されている国勢統計区（上京区第17国勢統計区）における令和2年（2020年）10月の人口・世帯数は6,404人、3,534世帯である。

### 地理
上京区の北西端に位置する学区であり、東側は乾隆学区と嘉楽学区、南側は仁和学区（東端で正親学区）、北側は北区の柏野学区、西側は北区の金閣学区・衣笠学区に接する。区域は、東は千本通、西は紙屋川、北は廬山寺通、南は一条通であり、面積は0.554 平方キロメートルである。

### 翔鸞学区内の通り

#### 東西の通り
- 廬山寺通
- 寺之内通
- 上立売通
- 五辻通
- 今出川通
- 今小路通
- 一条通
- 中立売通

#### 南北の通り
- 千本通
- 六軒町通
- 七本松通
- 御前通
- 天神通

### 翔鸞学区の町名
- 末広町
- 佐竹町
- 南佐竹町
- 若松町
- 片原町
- 東柳町
- 毘沙門町
- 末之口町
- 滝ケ鼻町
- 神明町
- 北町
- 鳥居前町
- 馬喰町
- 柏清盛町
- 風呂屋町
- 溝前町
- 老松町
- 西柳町
- 東今小路町
- 西今小路町
- 観音寺門前町
- 紙屋川町
- 南上善寺町
- 西上善寺町
- 突抜町
- 真盛町
- 社家長屋町
- 笹屋四丁目
- 笹屋五丁目
- 玉屋町
- 大文字町
- 元観音町
- 烏丸町
- 三条殿町
- 西今出川町
- 一観音町
- 松永町

翔鸞学区にある町は、明治維新前は、東側が上京の町組に、西側が洛外町続の北野天満宮領に属した。

## 周辺

### 翔鸞学区内の主な施設
- 北野天満宮
- 千本釈迦堂（大報恩寺）
- 大将軍八神社
- 上七軒